# Хаджиев, Вепа Сексенгельдиевич
Вепа Сексенгельдиевич Хаджиев (туркм. Wepa Seksengeldiýewyç Hajyýew) — туркменский политик, в настоящее время занимающий пост постоянного представителя Туркменистана при учреждениях ООН в Женеве и посла в Швейцарии. С 2006 по 2023 год был заместителем министра иностранных дел.

## Биография
Родился в 1972 году в Ашхабаде.
До перевода в систему Министерства иностранных дел Туркменистана работал в Комитете национальной безопасности Туркменистана.
В дальнейшем был ответственным лицом Министерства иностранных дел по работе с Афганистаном и Ираном, отчасти из-за свободного владения персидским языком. Он также занимал должность министра по правам человека для работы с международными правозащитными агентствами.
Окончил Туркменский государственный университет, присоединился к Министерству иностранных дел в 2002 году. Был назначен советником Департамента Ближнего Востока в 2005 году, исполняющим обязанности главы этого департамента в 2006 году и заместителем министра иностранных дел в 2006 году. 11 декабря 2023 года был назначен постоянным представителем при агентствах ООН в Женеве и одновременно послом в Швейцарии.
По данным оппозиционных СМИ, также является генералом Министерства национальной безопасности.